# Mare caldo
Mare caldo (Run Silent, Run Deep) è un film del 1958 diretto da Robert Wise e interpretato da Burt Lancaster e Clark Gable.
È basato sul romanzo del 1955 di Edward L. Beach Jr..

## Trama
La storia è ambientata durante la seconda guerra mondiale e narra la vicenda del comandante di un sottomarino americano, Rich Richardson e del suo conflitto col tenente Jim Bledsoe.
Richardson nutre un forte sentimento di vendetta per l'incrociatore del Giappone e il suo comandante che hanno affondato il suo precedente sottomarino. Ossessionato da questo obiettivo addestrerà i suoi uomini a questa unica missione, contro il parere del suo secondo, preoccupato unicamente della salvezza di tutto l'equipaggio.